# Pian di Sco
Pian di Sco – miejscowość i gmina we Włoszech, w regionie Toskania, w prowincji Arezzo.
Według danych na styczeń 2009 gminę zamieszkiwały 6163 osoby przy gęstości zaludnienia 334,6 os./1 km².
1 stycznia 2014 gmina przestała istnieć.

## Miasta partnerskie
- Gdeira
- L'Horme